# 韦瓒
韦瓒（？—？），京兆郡杜陵县（今陕西省西安市长安区）人，出自京兆韦氏东眷，隋朝官员，京兆韦氏南皮公房始祖。

## 生平
开皇三年（583年），朝廷认为京城的粮仓还不充裕，议论为了防备水灾和旱灾，派遣仓部侍郎韦瓒前往蒲州和陕州以东招募人，只要该人从洛阳运输米四十石，经过砥柱的险隘，抵达陕州的常平仓，就赦免他前往边疆服兵役。韦瓒后来又出任尚书右丞、司农卿，封南皮县伯。

## 家庭

### 父母
- 韦景略，北周骠骑将军、右光禄大夫、青州刺史[4]
- 安定皇甫氏，泾州刺史、雍州州都皇甫机之女，封蔡州蔡阳县县君[5]

### 兄弟姐妹
- 韦璋，隋朝潞州赞治[5]
- 韦琬，隋朝京兆尹主簿[5]

### 夫人
- 王仲姿，出自京兆王氏，北魏光禄卿王琳孙女，北周开府仪同三司、义绥公王铄之女，赐姓拓王氏[5]
- 河东裴氏，蒲州州都、期城郡太守裴仲玉之女，封阳平郡君[5]

### 子女
- 韦季武，唐朝主爵郎[6]
- 韦叔谐，唐朝库部郎[6]
- 韦叔谦，唐朝吏部考功郎[6]